# Lemmy Foncillas
Pas d'image ? Cliquez ici

a Compétitions nationales et continentales officielles uniquement.

Lemmy Foncillas, né le 16 mai 1991, est un joueur français de rugby à XIII. Il évolue au sein de l'équipe de Saint-Estève XIII Catalan.